# 팔기통지초집
팔기통지초집(八旗通志初集)은 중국 청(清) 왕조의 관찬 사서로 만주족의 역사를 기록한 책이다. 또한 팔기(八旗) 제도에 대해 알 수 있는 중요한 자료이다. 본서를 편찬할 때는 한문과 만주문 두 개의 판본이 제작되었으며, 처음 이름은 《팔기통지》(八旗通志)라 하였다.
팔기 제도는 청 왕조 만주족 고유의 사회 조직 형식으로 청 왕조의 건립 및 체제를 공고히 하는 데에 중요한 역할을 하였다. 명(明) 왕조 이래로 지방 각 성(省)마다 모두 지방지를 제작하였으나, 오직 청 왕조 초기 팔기에 대해서만은 관련 서적을 편찬하지 않고 있었다. 이에 옹정(雍正) 5년(1727년) 만주족 관리 시린기오로 오르타이 등이 옹정제(화랴순 톱 한)의 명을 받들어 청 왕조의 태조 누르하치(겅기연 한) 때부터 시작된 팔기 제도의 발단과 조직 연혁 그리고 주요 인물들의 간략한 전기 등을 기술한 통지를 편찬하기 시작하였다.
중국 제1역사기록보관소에 보관되어 있는 《궁중당·문교류》(宫中档·文教类)의 건륭(建隆) 초년 주접에 따르면 팔기지관(八旗志館)이 옹정 6년(1728년) 4월 11일 《팔기통지》(八旗通志)를 개관했다고 한다. 당시 팔기지관은 만주족 관리 시린기오로 오르타이와 푸민(福敏), 한족 관리 장정옥(張政玉)이 총재관을 맡고, 부총재관인 임란지(任蘭之)와 소주(索柱)가 맡고 있었다.
10년에 가까운 편수 끝에 건륭 3년(1738년) 말에 한문본이 건륭제(압카이 워혜허 한)의 어람용으로 진상되었고, 건륭 5년(1740) 7월, 건륭제 어람용 《팔기통지》에 초집(初集)이라는 말이 붙은 이래로 책 제목은 《팔기통지초집》(八旗通志初集)이 되었다. 한문본은 건륭 7년(1742년) 12월 중에 교정쇄를 찍어 자금성의 무영전(武英殿)에 보내는 것으로 간각이 완료되었다. 만주문본은 건륭 9년(1744년) 때에 이르러서 교정을 완료하였다.
건륭 51년(1786년) 건륭제는 성지를 내려 다시금 팔기통지의 편사를 명하였다. 만주족 관리 푸차 풀룽가가 책임을 맡아 가경(嘉慶) 원년(1796년)에 책이 완성되었으며, 《흠정팔기통지》(钦定八旗通志)라는 제목이 황제로부터 하사되었다.
《팔기통지초집》과 《흠정팔지통지》는 모두 양부(部)로 나뉘어 있고 전606권에 40만 자에 달하는데 모두 청대의 팔기 제도 연구에 중요한 사적이 되고 있다.